# 工會站
工會站（羅馬化：Profsoyuznaya）是莫斯科地鐵卡盧加－里加線的一個車站，開通於1962年。車站支柱為灰色大理石柱，牆壁為白色瓷磚，站名來自於附近的工會街。狄托廣場也位於附近。